# Socialist Appeal
Socialist Appeal er en britisk marxistisk/trotskistisk organisation der udgiver en månedlig avis af samme navn. Organisationen er den britiske sektion for International Marxist Tendency (IMT) og er i England, Wales og Scotland organiseret som en marxistisk fraktion i Labourpartiet. Socialist Appeal har været med til at stifte den britiske del af den internationale kampagne Hands Off Venezuela og studenterorganisationen Militant Student.
Organisationen udspringer af den tidligere Militant tendens i Labourpartiet. Miliant var en britisk trotskistisk organisationer med op mod 8000 medlemmer, 3 parlamentsmedlemmer for Labour og flertal i Liverpool byråd da organisationen var på sit højeste. Senere splittede Militant over om man fortsat skulle arbejde som en fraktion i Labour eller danne et konkurenrende parti. Socialist Appeal blev stiftet af mindretallet der ønskede fortsat at være en del af Labourpartiet.
Socialist Appeal kan trække sine rødder tilbage til Fjerde Internationale i England og det britiske Revolutionary Communist Party. Blandt organisationens stiftere og ledende teoretikere er Alan Woods og nu afdøde Ted Grant.
Dets danske søster organisation er Socialistisk Standpunkt.

## Eksterne links
- Socialist Appeal
- In Defence of Marxism International hjemmeside for IMT på flere sprog.
- Socialistisk Standpunkt Dansk sektion af IMT.

| Portal | Portal:kommunisme |